# Dovre Nemzeti Park
A Dovre Nemzeti Parkot Norvégiában, a Skandináv-hegységnek Hedmark megye és Oppland megye területén. A környező többi nemzeti parkkal és tájvédelmi körzettel együtt hatalmas, csaknem összefüggő védett területet képez.

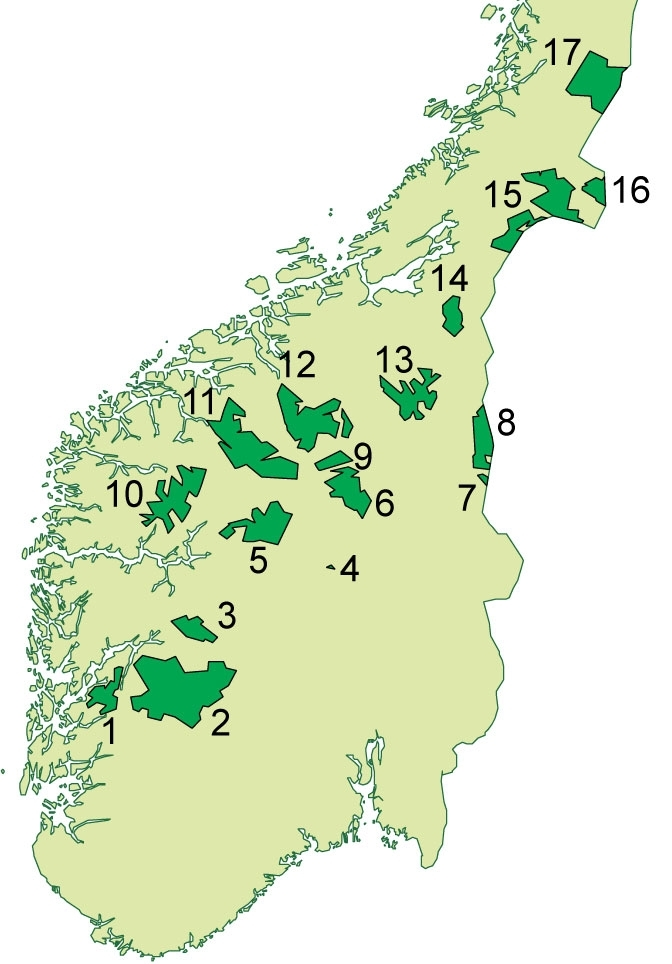
Dél-Norvégia nemzeti parkjai. A Dovre a 9. számú

## Földrajza
A park legnagyobb része a fahatár felett terül el. A táéjkép meghatározó elemei a hegyek és a gleccserek, illetve az utóbbiak maradványai. A három legmagasabb csúcs, a Fokstuhøe (1716 méter), Halvfarhø (1689 méter.) és a Falketind (1684 méter) környékén a talaj és a vegetáció arktikus jellegű a permafroszt jeleivel. Itt találhatók Norvégia legdélebbi olyan lápterületei, amelyek örökké fagyott talaj felett alakultak ki. A talaj ennek ellenére változatos és termékeny, ezért a növény- és állatvilág gazdag a nemzeti parkban.

## Növényzet és állatvilág
Norvégia egyik legváltozatosabb flórája található a itt. Ide szorult vissza Európa egyik utolsó vad rénszarvas-állománya. A ragadozó emlősök közül a legnagyobbak a rozsomák és az eurázsiai hiúz. A leggyakoribb madarak közé tartozik a havasi lile, a havasi fülespacsirta, a szirti sas és az északi sólyom.

## Kulturális örökség
A területen gazdag maradványait tárták fel az ősi rénszarvasvadászatnak. Találtak csapdákat, fegyvereket.

## Turizmus
A területen népszerű a gyalogtúrázás.

## Fordítás
- Ez a szócikk részben vagy egészben a Dovre nasjonalpark című norvég Wikipédia-szócikk ezen változatának fordításán alapul.  Az eredeti cikk szerkesztőit annak laptörténete sorolja fel. Ez a jelzés csupán a megfogalmazás eredetét és a szerzői jogokat jelzi, nem szolgál a cikkben szereplő információk forrásmegjelöléseként.